# تلوث بحري بالبلاستيك
التلوث البحري بالبلاستيك (أو التلوث البلاستيكي في المحيط) هو نوع من التلوث البحري بالبلاستيك، ويتراوح حجم هذا التلوث من المواد الأصلية الكبيرة مثل الزجاجات والأكياس، وصولًا إلى اللدائن الصغرية الناتجة عن تفتت المواد البلاستيكية. تشمل المخلفات البحرية في الأساس النفايات البشرية المُتخلص منها والتي تطفو على المحيط أو المعلقة ضمنه. يشكل البلاستيك ثمانون في المائة من المخلفات البحرية.
تنتج اللدائن الدقيقة واللدائن النانوية عن التحلل الضوئي أو تحطم النفايات البلاستيكية في المياه السطحية أو الأنهار أو المحيطات. وقد اكتشف العلماء مؤخرًا النانوبلاستيك في الثلوج الكثيفة، وبشكل أكثر تحديدًا، اكتشاف حوالي 3000 طن تغطي سويسرا سنويًا. تشير التقديرات إلى وجود مخزون بلغ 86 مليون طن من المخلفات البلاستيكية البحرية في المحيطات في جميع أنحاء العالم بحلول عام 2013، بافتراض أن 1.4% من البلاستيك العالمي المنتج في الفترة من 1950 إلى 2013 قد دخل المحيط وتراكم هناك. تشير التقديرات إلى أن 19-23 مليون طن من البلاستيك يتسرب إلى النظم البيئية المائية سنويًا. قدّر مؤتمر الأمم المتحدة للمحيطات لعام 2017 أن المحيطات ستحتوي على وزن أكبر من البلاستيك مقارنة بوزن الأسماك بحلول عام 2050.
تتلوث المحيطات بجزيئات بلاستيكية تختلف في أحجامها تبعًا لنوعها، من المواد الأصلية الكبيرة مثل الزجاجات والأكياس، وصولًا إلى اللدائن الدقيقة المتشكلة من تفتت المواد البلاستيكية. وهذه المواد إما تتحلل ببطء شديد أو أنها تُزال من المحيط، لذلك تنتشر جزيئات البلاستيك الآن في جميع أنحاء سطح المحيط، وتُعرف بآثارها الضارة على الحياة البحرية.
تشكل الأكياس البلاستيكية المرمية، ومجموعات العبوات السداسية، وأعقاب السجائر وأشكال أخرى من النفايات البلاستيكية التي ينتهي بها المطاف في المحيط، مخاطر على الحياة البرية ومصايد الأسماك. يمكن أن تهدد عوامل التشابك والاختناق والابتلاع الحياة المائية. تُصنع شباك الصيد عادة من البلاستيك، والتي يمكن أن يتركها الصيادون أو يفقدونها في المحيط. تُعرف بالشباك التائهة، وتُعيق الأسماك، والدلافين، والسلاحف البحرية، وأسماك القرش، والأطوم، والتماسيح، والطيور البحرية، وسرطان البحر، وغيرها من المخلوقات، مما يقيد حركتها، وتتسبب في الجوع والجروح والعدوى، والاختناق للكائنات التي تحتاج العودة إلى السطح من أجل التنفس.
تمتلئ المحيطات بأنواع مختلفة من البلاستيك الذي يسبب مشاكلًا للحياة البحرية. وقد عُثر على أغطية زجاجات في معدة كل من السلاحف والطيور البحرية التي ماتت بسبب انسداد مجاريها التنفسية والهضمية. تعد الشبكات التائهة نوعًا من أنواع البلاستيك المحيطي الذي يسبب مشاكل دائمة للحياة البحرية في عملية تُعرف باسم «الصيد الشبحي».
تشمل قائمة أكبر عشر بواعث للتلوث البلاستيكي المحيطي في جميع أنحاء العالم- من أكثرها إلى أقلها- الصين وإندونيسيا والفلبين وفيتنام وسريلانكا وتايلاند ومصر وماليزيا ونيجيريا وبنغلاديش، والتي تساهم في ذلك إلى حد كبير عبر أنهار يانغتسي وسندوس ويلو وهاي والنيل ونهر الغانج وبيرل وآمور والنيجر ونهر ميكونغ، ويمثل ذلك «90% من كل البلاستيك الذي يصل إلى محيطات العالم». شكلت آسيا المصدر الرئيسي للنفايات البلاستيكية المُدارة بشكل سيء، إذ كانت الصين وحدها مسؤولة عن 2.4 مليون طن متري.
تتراكم المخلفات البلاستيكية لأنها لا تتحلل حيويًا بالطريقة التي تتحلل بها العديد من المواد الأخرى. تتحلل ضوئيًا عند التعرض للشمس، إلا أن ذلك يتطلب ظروفًا جافة حتى يحدث ذلك بالشكل الصحيح، ويمنع الماء تلك العملية. يتفكك البلاستيك المتحلل ضوئيًا في البيئات البحرية إلى قطع أصغر حجمًا مع بقاء البوليمرات، وصولًا إلى المستوى الجزيئي. وعندما تتحلل جزيئات البلاستيك العائمة ضوئيًا إلى أحجام العوالق الحيوانية، تحاول قنديل البحر استهلاكها، وبهذه الطريقة يدخل البلاستيك في السلسلة الغذائية للمحيطات.
تتداخل حلول التلوث البحري بالبلاستيك- إلى جانب التلوث البلاستيكي ضمن البيئة بأكملها- مع التغييرات في ممارسات التصنيع والتعبئة، وتقليل استخدام المنتجات البلاستيكية المفردة أو قصيرة العمر على وجه الخصوص. تتوفر العديد من الأفكار لتنظيف المحيطات من البلاستيك، بما في ذلك حصر جزيئات البلاستيك في مصبات الأنهار قبل دخولها المحيط، وتنظيف دوامات المحيطات.

## التأثيرات البيئية
تعد القمامة المرمية في المحيطات سامةً للحياة البرية والبشر. تشمل السموم المكونة للبلاستيك ثنائي إيثيل هكسيل فثالات، وهو مادة مسرطنة سامة، بالإضافة إلى الرصاص والكادميوم والزئبق.
تبتلع العوالق والأسماك، وفي النهاية الجنس البشري، هذه المواد المسرطنة والمواد الكيميائية شديدة السمية من خلال السلسلة الغذائية. يمكن أن يؤدي استهلاك الأسماك التي تحتوي على هذه السموم إلى زيادة الإصابة بالسرطان واضطرابات المناعة والعيوب الخلقية.
تتكون غالبية القمامة الموجودة قرب المحيط أو ضمنه من المواد البلاستيكية، وهي مصدر دائم لانتشار التلوث البحري. تشير الإدارة غير السليمة للنفايات الصلبة في العديد من البلدان إلى قلة التحكم في دخول البلاستيك إلى نظام المياه. قُدرت كمية التلوث البلاستيكي بحلول عام 2016 بحوالي 5.25 تريليون جسيم وصل وزنها إلى 270 ألف طن. وجدت الدراسات أن كمية جزيئات البلاستيك قد زادت إلى مقدار ما بين 15-51 تريليون جسيم في عام 2021. ينجرف هذا البلاستيك عن طريق التيارات البحرية ويتراكم في دوامات كبيرة تعرف باسم دوامات المحيط. تتحول غالبية الدوامات إلى مقالب تلوث مملوءة بالبلاستيك.
ازداد الاهتمام بالبحث عن المخلفات البلاستيكية العائمة في المحيط، وكان الموضوع الذي أُسرع في تدبيره من بين 56 موضوعًا بشأن الاستدامة بحثتها دراسة للنشر العلمي من قبل 193 دولة خلال الفترة من 2011 إلى 2019. تضخم البحث العالمي الذي يوثق هذه الظاهرة من 46 منشورًا (2011) إلى 853 منشورًا (2019).

### النظم البيئية البحرية
تزايد القلق بين الخبراء منذ العقد الأول من القرن الحادي والعشرين من تكيف بعض الكائنات الحية للعيش مع المخلفات البلاستيكية العائمة، مما سمح لها بالتشتت مع التيارات البحرية، لذا يُحتمل أن تصبح أنواعًا غازية في النظم البيئية البعيدة. أكدت الأبحاث التي أجريت في عام 2014 في المياه حول أستراليا، وجود كثيف لتلك المستعمرات، حتى على الرقائق الصغيرة، ووجدوا أيضًا أن بكتيريا المحيطات المزدهرة تأكل في البلاستيك لتشكيل حفر وأخاديد. أوضح هؤلاء الباحثون أن «التحلل الحيوي للبلاستيك يحدث على سطح البحر» من خلال نشاط البكتيريا، وأشاروا إلى أن ذلك يتوافق مع مجموعة جديدة من الأبحاث حول هذه البكتيريا. تتوافق نتائجهم أيضًا مع البحث الرئيسي الآخر الذي أُجري في عام 2014، والذي سعى إلى الإجابة عن لغز النقص العام في تراكم البلاستيك العائم في المحيطات، على الرغم من استمرار ارتفاع مستويات الإغراق.
عُثر على البلاستيك بشكل ألياف دقيقة في عينات أُخذت من الحفر في رواسب قاع المحيط العميق، ولم يُحدد بعد سبب هذا الترسب الواسع في أعماق البحار.
تحفز الطبيعة الكارهة للماء للأسطح البلاستيكية التكون السريع للأغشية الحيوية، والتي تدعم نطاقًا واسعًا من الأنشطة الأيضية، وتؤدي إلى تعاقب الكائنات الدقيقة والكبيرة الأخرى.